# لا تاءا (غرناطة)
بلدية لا تاء (بالإسبانية: La Taha) هي بلدية تقع في مقاطعة غرناطة التابعة لمنطقة أندلوسيا جنوب إسبانيا.

## الديموغرافيا
بلغ عدد سكان بلدية لا تاء 810 نسمة عام 2011 (وفقاً للمعهد الوطني الإسباني للإحصاء).
| 787 | 831 | 790 | 769 | 714 | 685 | 810 |